# 村松公園
村松公園（むらまつこうえん）は、新潟県五泉市愛宕にある公園。

## 概要
1906年（明治39年）10月に日露戦争の記念として造られた公園である。3000本の桜があるため桜の名所としても知られ、日本さくら名所100選にも選ばれている。公園内の桜のほとんどはソメイヨシノである。
園内の愛宕山には神社や展望台があり、遊歩道で結ばれている。

## ギャラリー

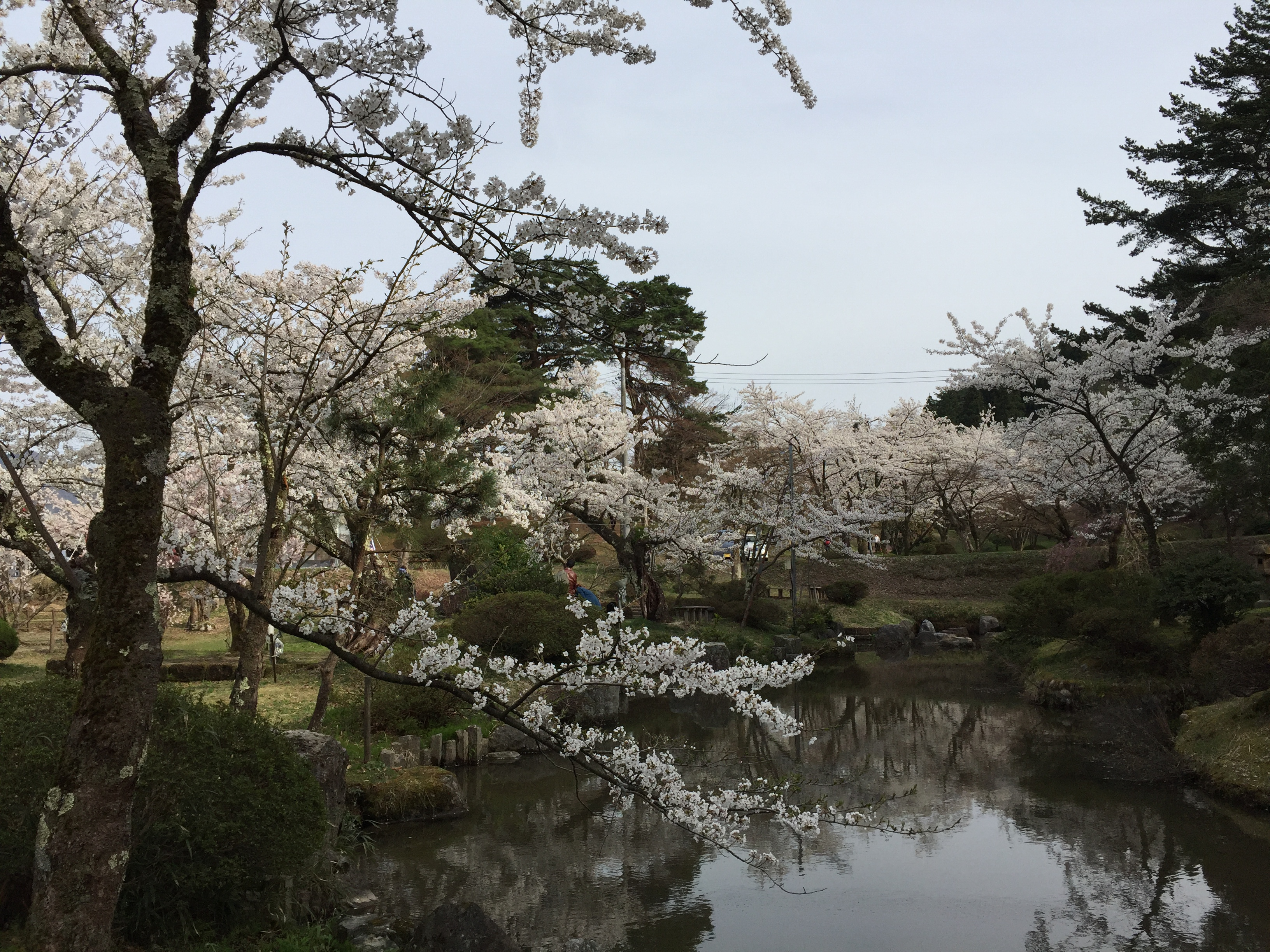
桜の時期の村松公園
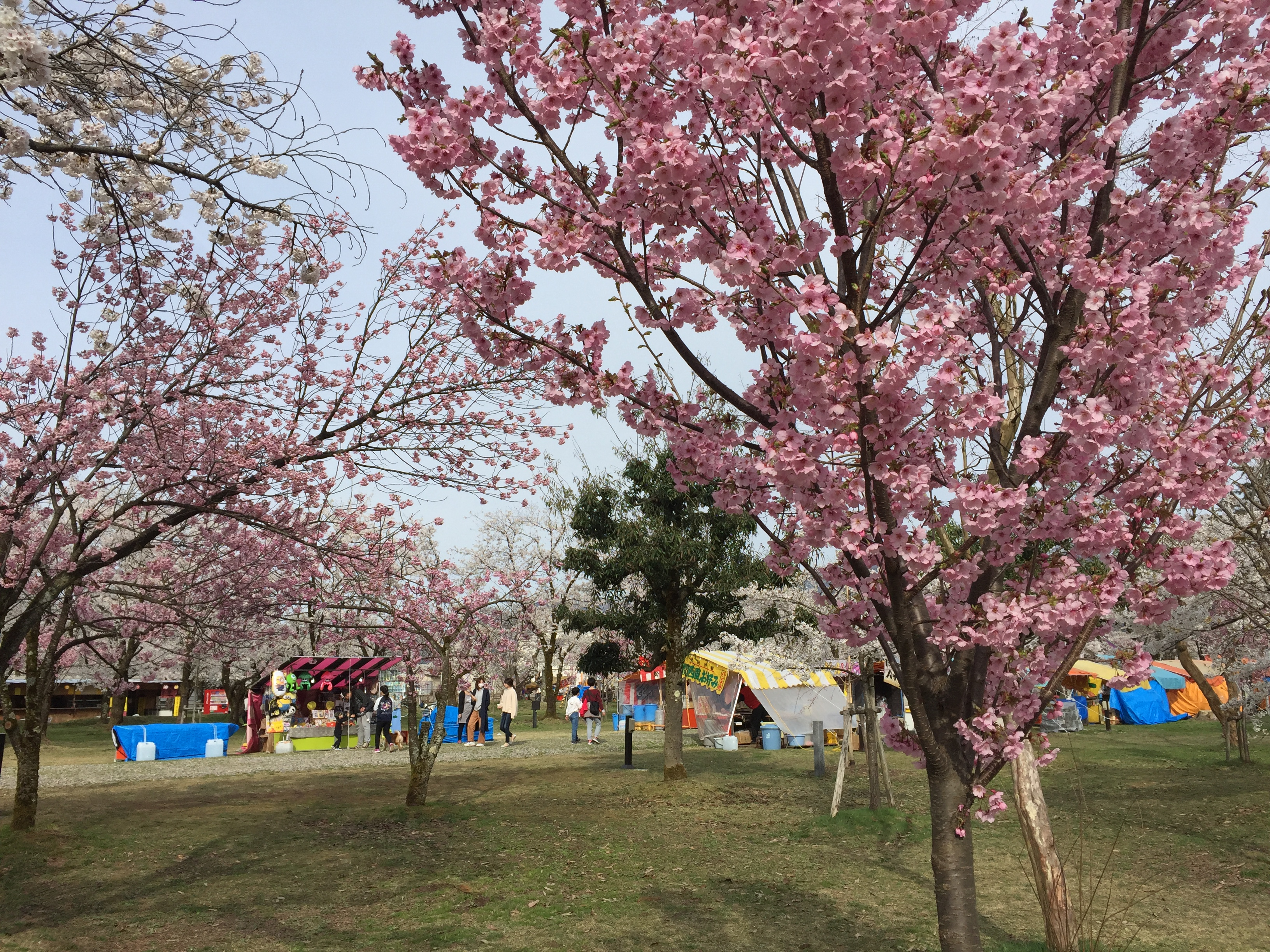
村松公園の八重桜
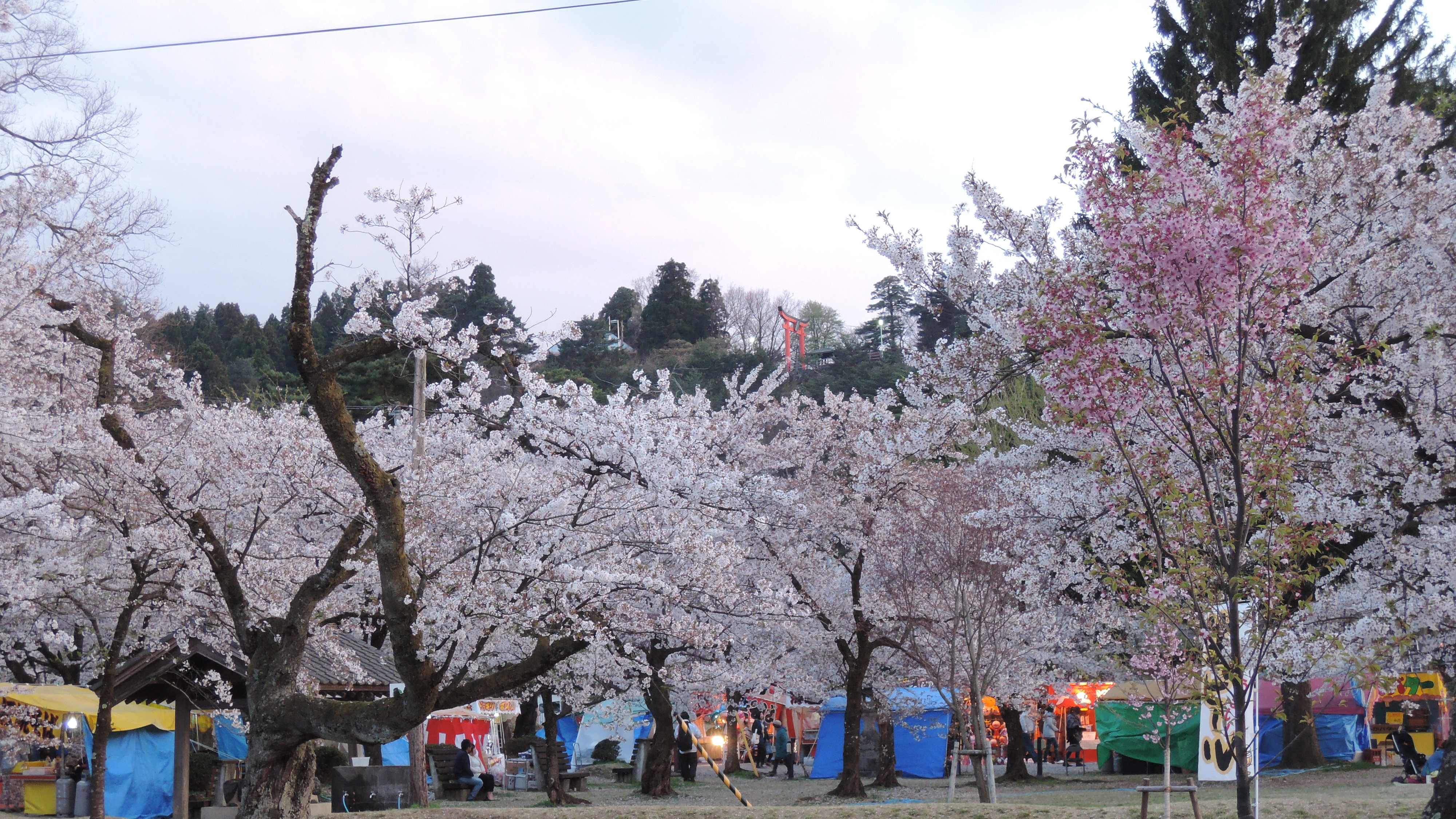
愛宕山と村松公園の桜
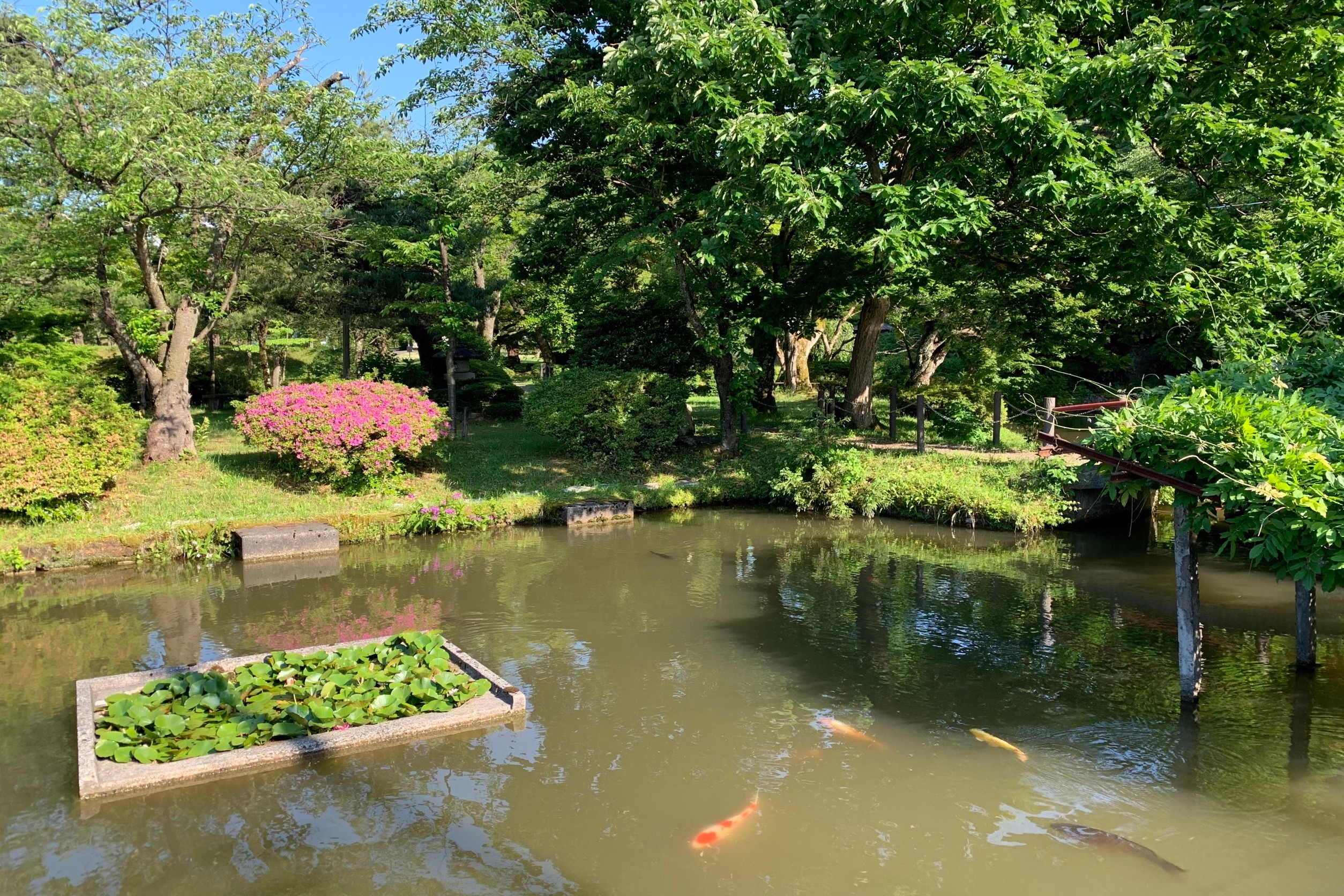
園内風景（2020年5月）
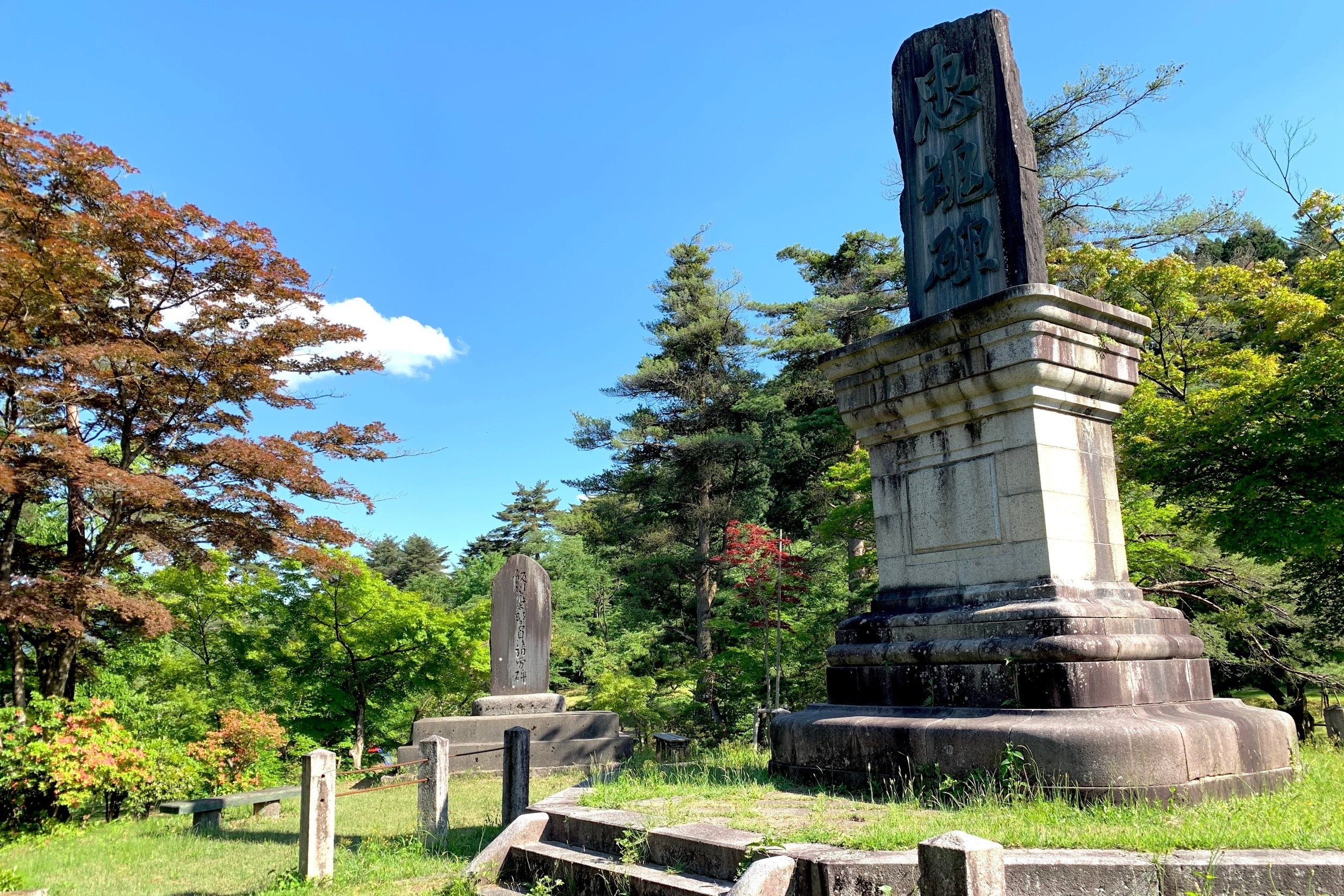
忠魂碑（2020年5月）
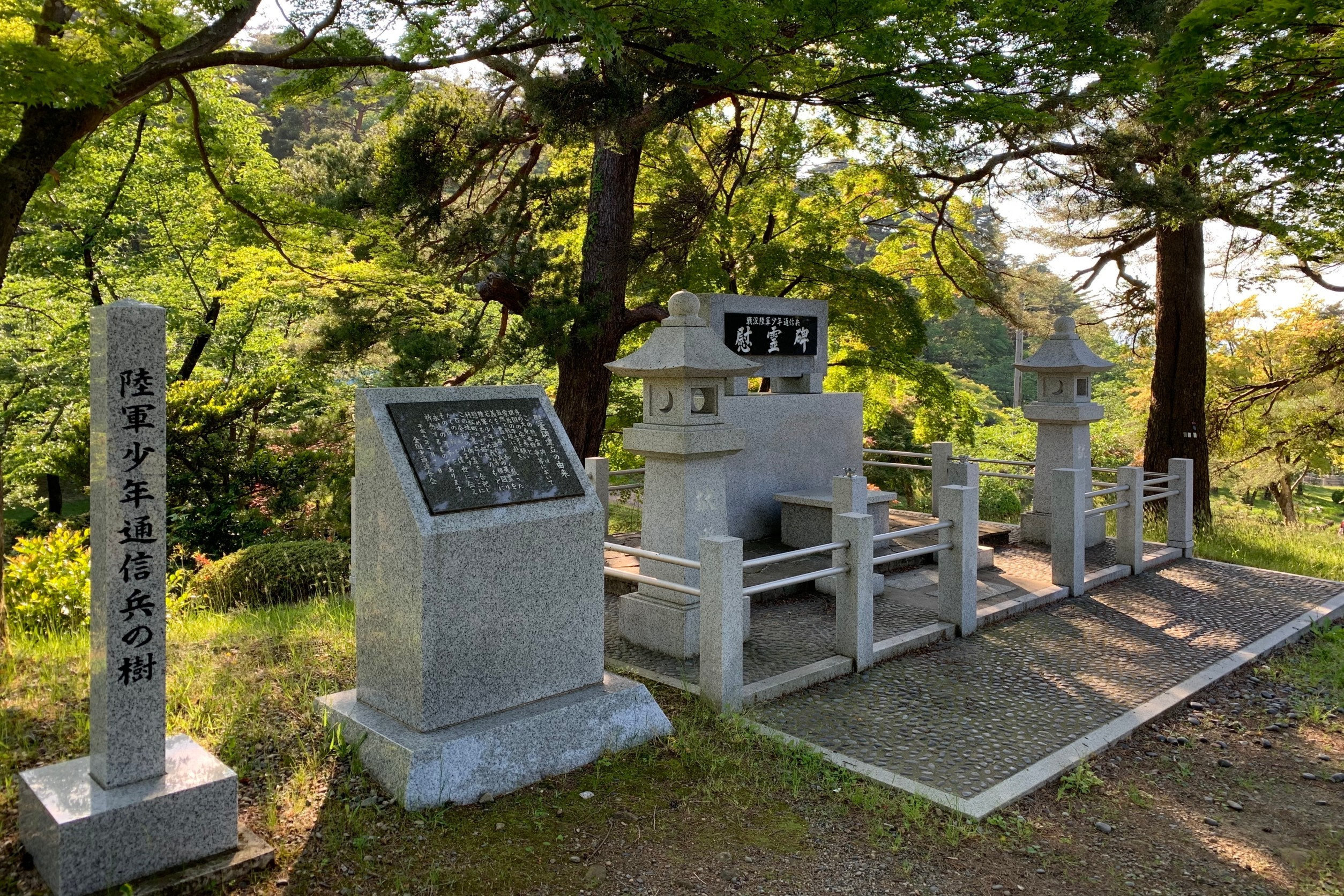
戦没陸軍少年通信兵慰霊碑（2020年5月）
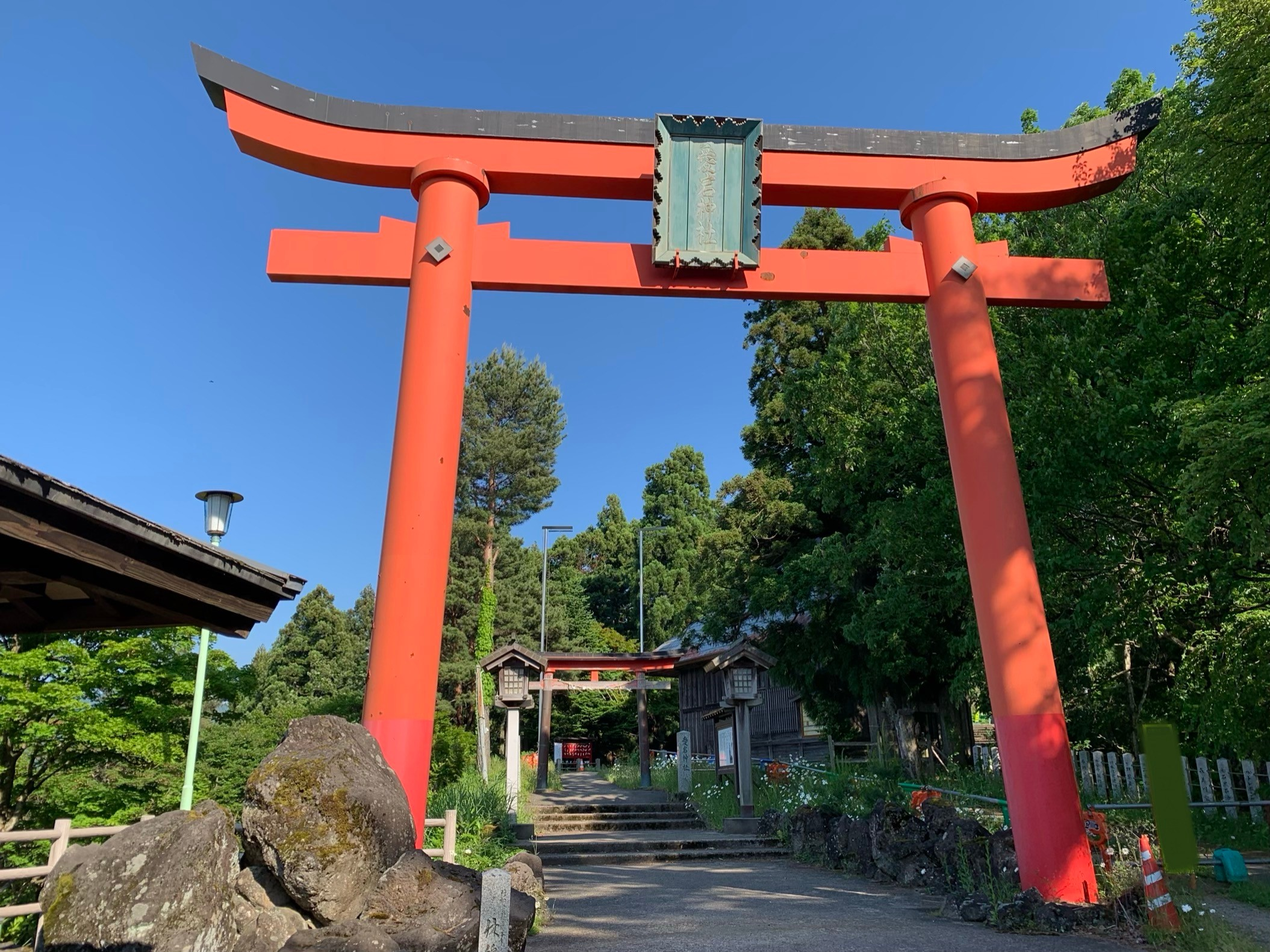
愛宕山にある愛宕神社（2020年5月）
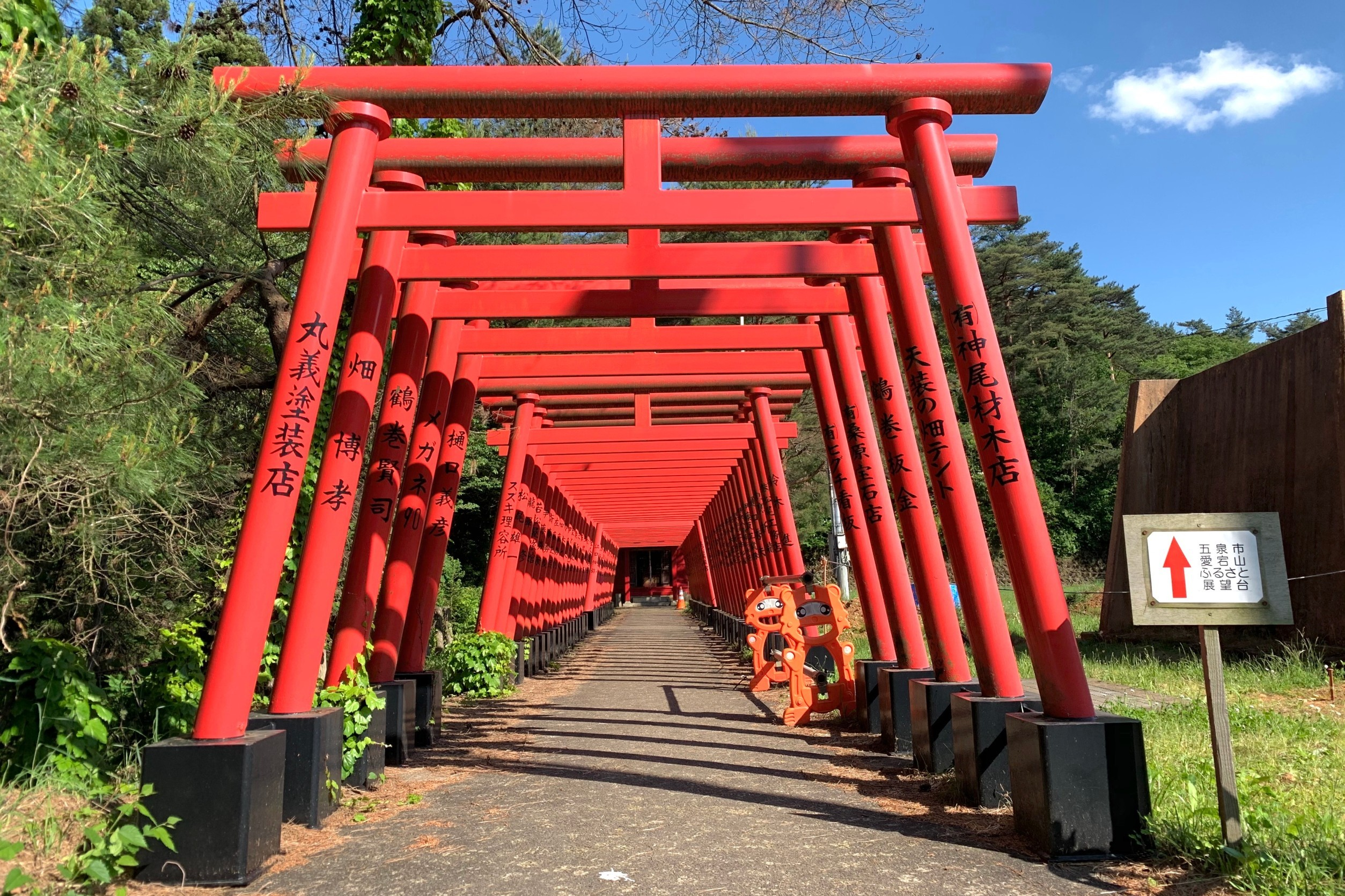
愛宕山にある於菊稲荷神社（2020年5月）
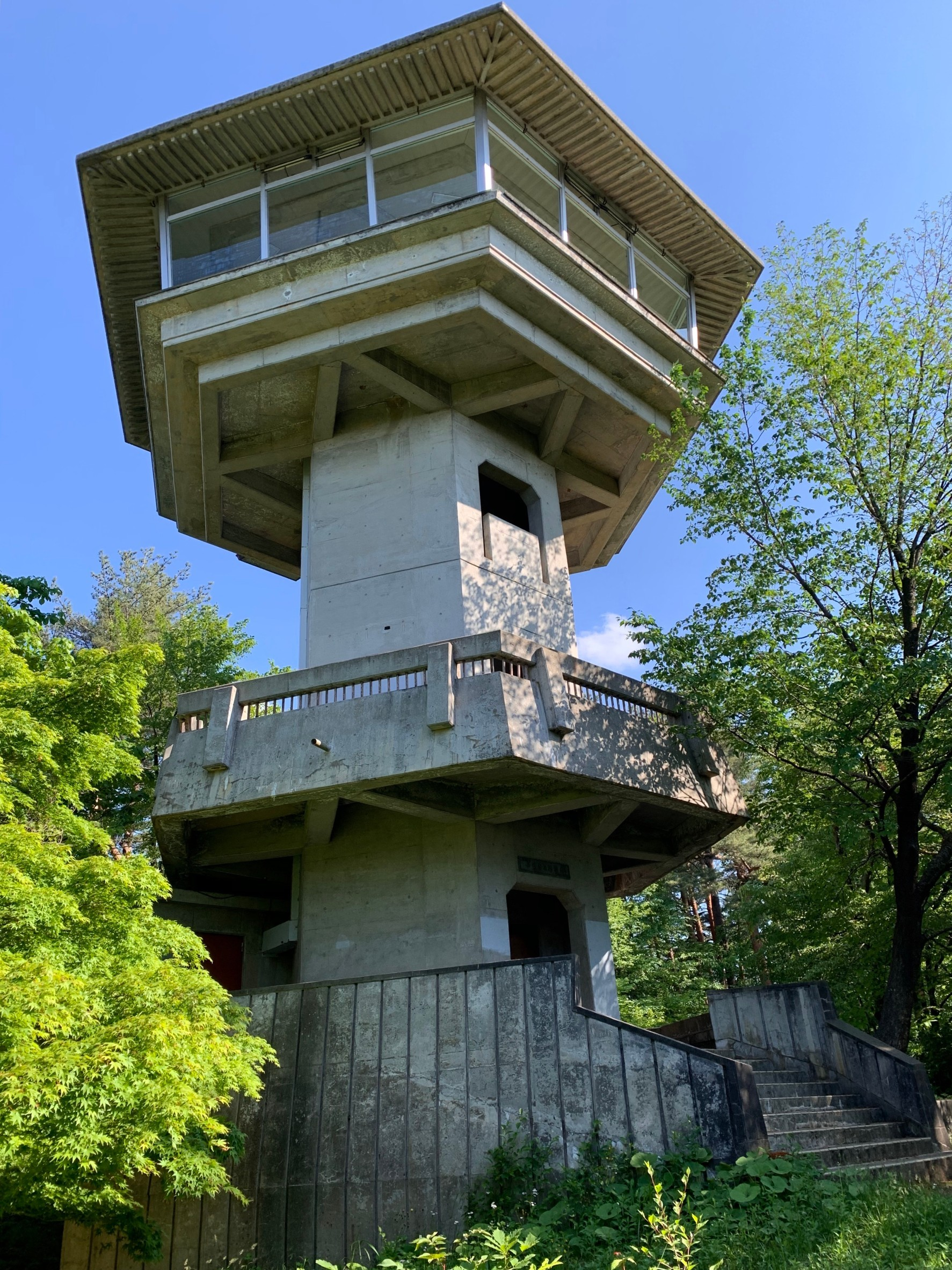
愛宕山に1979年3月竣工した[4]ふるさと展望台（2020年5月）
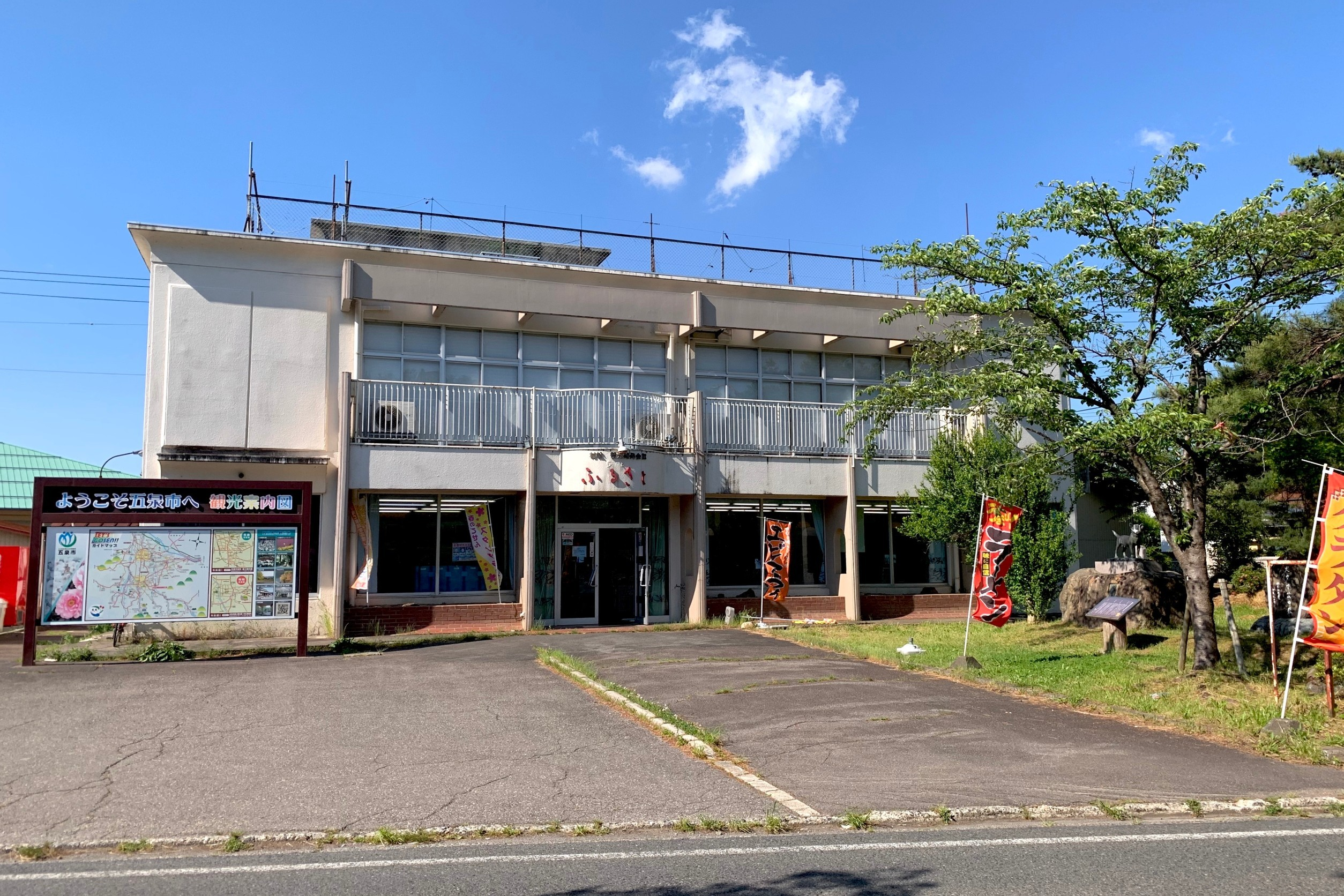
1978年3月開設[4]の観光開発会館ふるさと（2020年5月）

## 交通
- 五泉市ふれあいバス「村松公園前」または「南部郷厚生病院前」バス停より徒歩約5分